# Leptoiulus tendanus
Leptoiulus tendanus är en mångfotingart som beskrevs av Karl Wilhelm Verhoeff 1930. Leptoiulus tendanus ingår i släktet Leptoiulus och familjen kejsardubbelfotingar. Inga underarter finns listade i Catalogue of Life.